# Iglesia de Nuestra Señora del Rosario (Langreo)

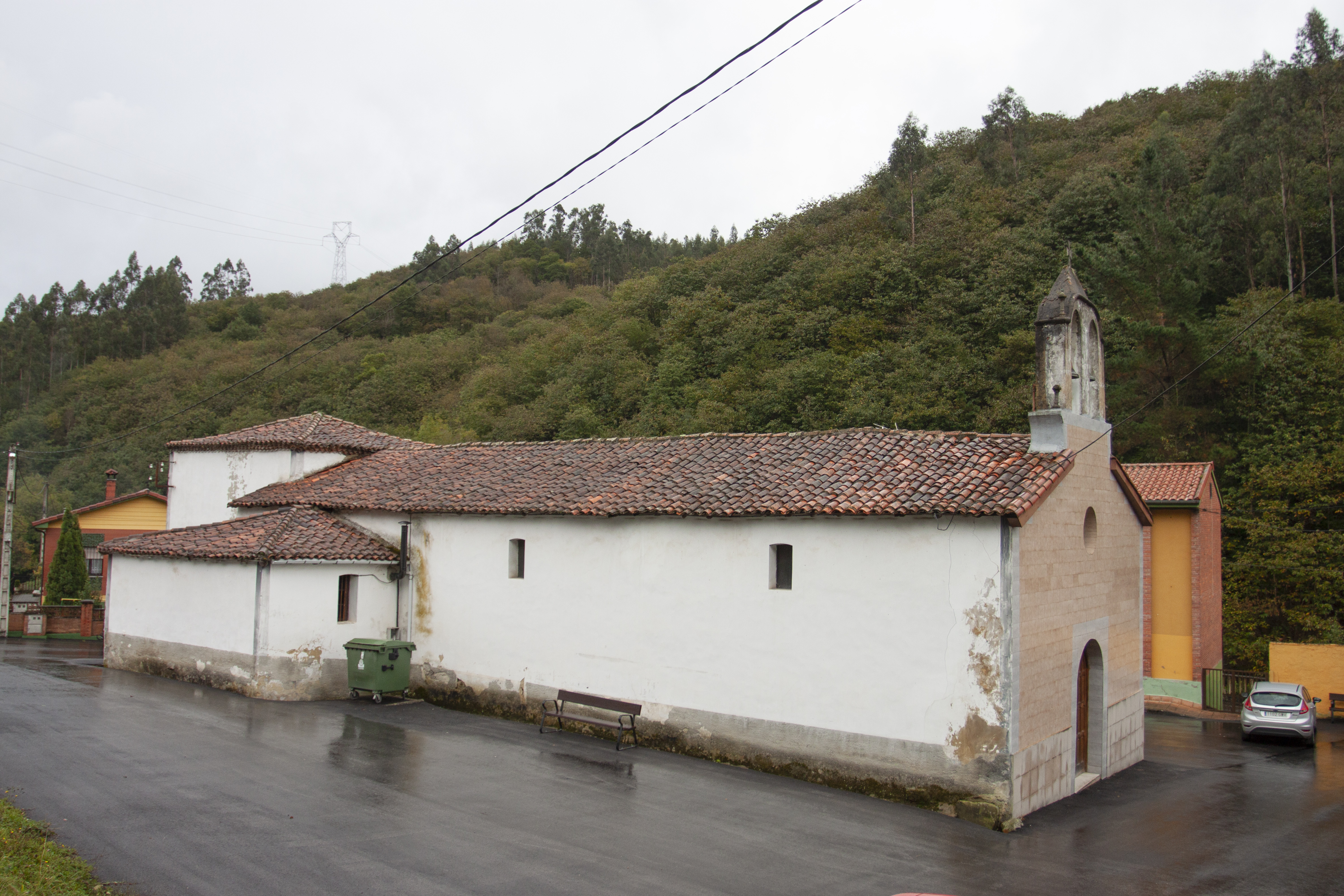
Iglesia de Nuestra Señora del Rosario

La iglesia de Nuestra Señora del Rosario es un templo situado en la pequeña población de La Venta, en el municipio asturiano de Langreo, España.

## Descripción
El templo fue construido en 1910, siendo la iglesia más importante de la parroquia la Ermita de El Carmen. Presenta planta rectangular y cubierta a dos aguas con cabecera plana, siendo esta de menor anchura y más elevada que la nave única a la que se le adosan dos cuerpos laterales de menor altura. La espadaña fue construida en 1955. En el interior la nave se separa del presbiterio por un arco triunfal rebajado sobre pilastras y flanqueado por dos altares. El altar principal alberga una talla de Cristo Crucificado. A los pies de la nave existe un coro. 
Destaca por sus importantes dimensiones y tallas a pesar de tratarse de una ermita de carácter rural.